# آمونیوم سیانات
آمونیوم سیانات یک ترکیب معدنی با فرمول NH
4OCN است که یک نمک بی رنگ و جامد به شمار می‌رود.

## ساختار و واکنش‌ها
ساختار این نمک با کریستالوگرافی اشعه ایکس تایید شد. طول پیوند C-O و C-N به ترتیب 1.174 و 1.192 آنگستروم هستند که با ساختارO=C=N–
 منطبق است. در این ترکیب کاتیون آمونیوم+
[NH
4] با آنیون سیانات از طریق اتم نیتروژن (و نه اکسیژن) پیوند هیدروژنی تشکیل می دهد. 
این ترکیب به عنوان پیش ساز معدنی در سنتز وهلر اوره (یک ترکیب آلی) به کار رفته است.  این منجر به کنار گذاشتن نظریه نیروی حیاتی (حیات‌گرایی) شد که قبلا توسط برزلیوس پیشنهاد شده بود.

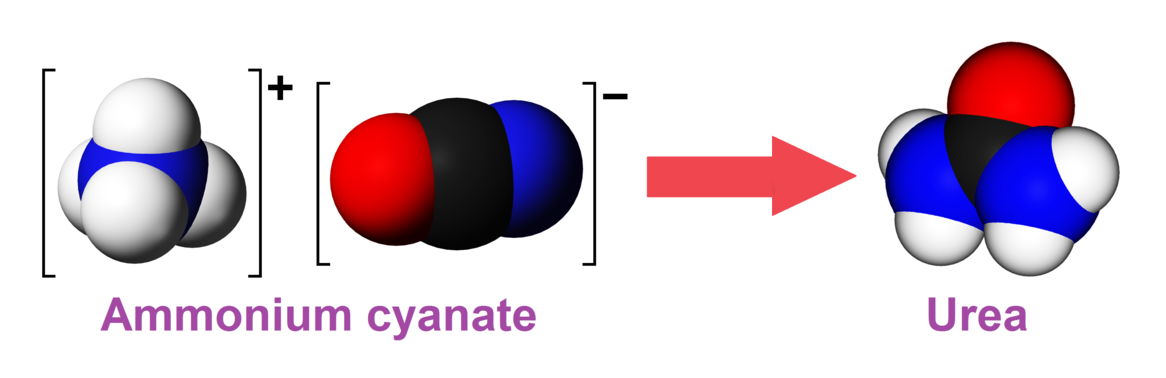
تبدیل آمونیوم سیانات به اوره

NH+
4 + OCN–
 → (NH
2)
2CO